# 영해역
영해역(Yeonghae station, 寧海驛)은 경상북도 영덕군 영해면에 있는 동해선의 철도역이다.

## 연혁
- 2025년 1월 1일 : 개통
- 2025년 12월 : KTX-이음 운행 개시 (예정)

## 역 구조

### 승강장
| ↑ 영덕   |
| 승강장   |
| 고래불 ↓ |

| 1 | 동해선 | 누리로 · ITX-마음 | 부전 · 강릉 방면 |

## 역 주변
- 영해재래시장
- 영해초등학교
- 영해중학교
- 영해고등학교
- 영덕 영해향교

## 인접한 역
| 동해선         | 동해선          | 동해선           |
| -------------- | --------------- | ---------------- |
| 영덕 부전 방면 | ITX-마음 동해선 | 고래불 강릉 방면 |
| 영덕 부전 방면 | 누리로 동해선   | 고래불 강릉 방면 |